# Bermudas nos Jogos Pan-Americanos de 2019
Bermudas competiu nos Jogos Pan-Americanos de 2019 em Lima de 26 de julho a 11 de agosto de 2019.
Em março de 2019, a Associação Olímpica de Bermudas anunciou Branwen Smith-King como o chefe de missão da equipe. Em julho de 2019, a Associação Olímpica de Bermudas nomeou uma equipe de 17 atletas (dez homens e sete mulheres) para competir em sete esportes.
Durante a  cerimônia de abertura dos jogos, a velejadora Cecilia Wollmann foi a porta-bandeira do país na parada das nações.

## Competidores
Abaixo está a lista de competidores (por gênero) participando dos jogos por esporte/disciplina.
| Esporte   | Homens | Mulheres | Total |
| --------- | ------ | -------- | ----- |
| Atletismo | 2      | 0        | 2     |
| Boliche   | 2      | 2        | 4     |
| Ciclismo  | 0      | 2        | 2     |
| Natação   | 1      | 1        | 2     |
| Squash    | 3      | 0        | 3     |
| Triatlo   | 0      | 1        | 1     |
| Vela      | 2      | 1        | 3     |
| Total     | 10     | 7        | 17    |

## Atletismo
Bermudas qualificou dois atletas masculinos.
Chave

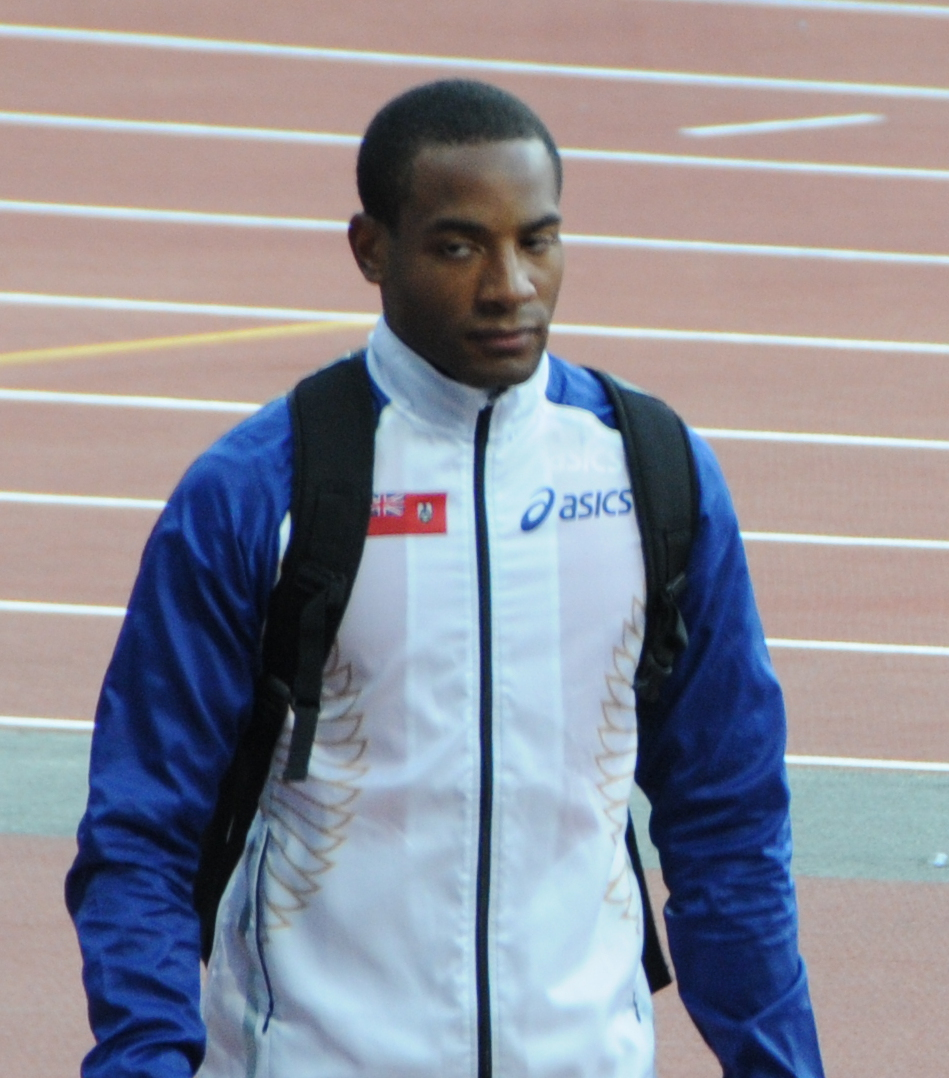
Tyrone Smith ficou em quinto no salto em distância

- Nota– Posições para os eventos de pista são para a fase inteira

Eventos de pista
Masculino
| Atleta      | Evento | Semifinais | Semifinais | Final       | Final       |
| Atleta      | Evento | Resultado  | Posição    | Resultado   | Posição     |
| ----------- | ------ | ---------- | ---------- | ----------- | ----------- |
| Dage Minors | 800 m  | 1:50.68    | 12ª        | Não avançou | Não avançou |
| Dage Minors | 1500 m | —          | —          | 3:48.85     | 11ª         |

Eventos de campo
| Atleta       | Evento             | Final     | Final   |
| Atleta       | Evento             | Distância | Posição |
| ------------ | ------------------ | --------- | ------- |
| Tyrone Smith | Salto em distância | 7.74      | 5ª      |

## Boliche
Bermudas classificou duas mulheres ao terminar entre os cinco primeiros do Torneio Campeão dos Campeões da PABCON. Bermudas posteriormente classificou dois homens ao ficar em na primeira posição de qualificação no Campeonato masculino da PABCON de 2019 em Lima, Peru.
| Atleta                        | Evento               | Classificação / Final | Classificação / Final | Classificação / Final | Classificação / Final | Classificação / Final | Classificação / Final | Classificação / Final | Classificação / Final | Classificação / Final | Classificação / Final | Classificação / Final | Classificação / Final | Classificação / Final | Classificação / Final | Eliminatórias | Eliminatórias | Eliminatórias | Eliminatórias | Eliminatórias | Eliminatórias | Eliminatórias | Eliminatórias | Eliminatórias | Eliminatórias | Eliminatórias | Semifinal            | Final                | Final       |
| Atleta                        | Evento               | Bloco 1               | Bloco 1               | Bloco 1               | Bloco 1               | Bloco 1               | Bloco 1               | Bloco 2               | Bloco 2               | Bloco 2               | Bloco 2               | Bloco 2               | Bloco 2               | Bloco 2               | Posição               | Eliminatórias | Eliminatórias | Eliminatórias | Eliminatórias | Eliminatórias | Eliminatórias | Eliminatórias | Eliminatórias | Eliminatórias | Eliminatórias | Eliminatórias | Semifinal            | Final                | Final       |
| Atleta                        | Evento               | 1                     | 2                     | 3                     | 4                     | 5                     | 6                     | 7                     | 8                     | 9                     | 10                    | 11                    | 12                    | Total                 | Posição               | 1             | 2             | 3             | 4             | 5             | 6             | 7             | 8             | Total         | Grande total  | Posição       | Adversário Resultado | Adversário Resultado | Posição     |
| ----------------------------- | -------------------- | --------------------- | --------------------- | --------------------- | --------------------- | --------------------- | --------------------- | --------------------- | --------------------- | --------------------- | --------------------- | --------------------- | --------------------- | --------------------- | --------------------- | ------------- | ------------- | ------------- | ------------- | ------------- | ------------- | ------------- | ------------- | ------------- | ------------- | ------------- | -------------------- | -------------------- | ----------- |
| Damien Matthews               | Individual masculino | 182                   | 220                   | 222                   | 217                   | 222                   | 171                   | 216                   | 239                   | 210                   | 246                   | 246                   | 181                   | 2572                  | 17º                   | Não avançou   | Não avançou   | Não avançou   | Não avançou   | Não avançou   | Não avançou   | Não avançou   | Não avançou   | Não avançou   | Não avançou   | Não avançou   | Não avançou          | Não avançou          | Não avançou |
| David Maycock                 | Individual masculino | 231                   | 189                   | 170                   | 267                   | 239                   | 219                   | 182                   | 191                   | 201                   | 188                   | 151                   | 190                   | 2418                  | 27º                   | Não avançou   | Não avançou   | Não avançou   | Não avançou   | Não avançou   | Não avançou   | Não avançou   | Não avançou   | Não avançou   | Não avançou   | Não avançou   | Não avançou          | Não avançou          | Não avançou |
| Damien Matthews David Maycock | Duplas masculinas    | 390                   | 421                   | 372                   | 448                   | 418                   | 369                   | 484                   | 480                   | 469                   | 470                   | 397                   | 482                   | 5200                  | 8º                    | —             | —             | —             | —             | —             | —             | —             | —             | —             | —             | —             | —                    | —                    | —           |
| Patrice Tucker                | Individual feminino  | 142                   | 195                   | 227                   | 174                   | 188                   | 156                   | 174                   | 176                   | 216                   | 188                   | 175                   | 178                   | 2189                  | 27º                   | Não avançou   | Não avançou   | Não avançou   | Não avançou   | Não avançou   | Não avançou   | Não avançou   | Não avançou   | Não avançou   | Não avançou   | Não avançou   | Não avançou          | Não avançou          | Não avançou |
| June Dill                     | Individual feminino  | 188                   | 144                   | 163                   | 157                   | 162                   | 191                   | 192                   | 180                   | 138                   | 211                   | 170                   | 197                   | 2093                  | 32º                   | Não avançou   | Não avançou   | Não avançou   | Não avançou   | Não avançou   | Não avançou   | Não avançou   | Não avançou   | Não avançou   | Não avançou   | Não avançou   | Não avançou          | Não avançou          | Não avançou |
| Patrice Tucker June Dill      | Duplas femininas     | 290                   | 325                   | 315                   | 385                   | 336                   | 301                   | 335                   | 262                   | 363                   | 331                   | 342                   | 356                   | 3941                  | 16º                   | —             | —             | —             | —             | —             | —             | —             | —             | —             | —             | —             | —                    | —                    | —           |

## Ciclismo
Bermudas qualificou duas cicistas femininas.

### Estrada
Feminino
| Atleta          | Evento             | Final    | Final   |
| Atleta          | Evento             | Tempo    | Posição |
| --------------- | ------------------ | -------- | ------- |
| Caitlin Conyers | Corrida em estrada | 2:19:52  | 10ª     |
| Caitlin Conyers | Contra o relógio   | 26:39.45 | 7ª      |
| Nicole Mitchell | Corrida em estrada | 2:21:16  | 29ª     |
| Nicole Mitchell | Contra o relógio   | 29:43.02 | 19ª     |

## Natação
Bermudas qualificou dois nadadores (um homem e uma mulher).
Chave
- Nota – Posições são dadas para a fase inteira
- QB – Qualificado à final B

| Atleta           | Evento                    | Eliminatória | Eliminatória | Final       | Final       |
| Atleta           | Evento                    | Tempo        | Pos.         | Tempo       | Pos.        |
| ---------------- | ------------------------- | ------------ | ------------ | ----------- | ----------- |
| Jesse Washington | 50 m livre masculino      | 23.92        | 25ª          | Não avançou | Não avançou |
| Jesse Washington | 100 m livre masculino     | 52.22        | 23ª          | Não avançou | Não avançou |
| Jesse Washington | 200 m livre masculino     | 1:56.52      | 19ª          | Não avançou | Não avançou |
| Jesse Washington | 100 m borboleta masculino | 58.54        | 23ª          | Não avançou | Não avançou |
| Madelyn Moore    | 50 m livre feminino       | 26.79        | 15ª QB       | 26.52       | 14ª         |
| Madelyn Moore    | 100 m livre feminino      | 59.02        | 17ª QB       | 58.68       | 16ª         |
| Madelyn Moore    | 100 m borboleta feminino  | 1:06.15      | 21ª          | Não avançou | Não avançou |

## Squash
Bermudas qualificou uma equipe masculina de três atletas. Esta foi a estreia do país no esporte nos Jogos Pan-Americanos. 
Simples e Duplas
| Atleta                     | Evento     | Segunda rodada                                  | Oitavas-de-final                                     | Quartas-de-final                              | Semifinais           | Final                | Final       |
| Atleta                     | Evento     | Adversário Resultado                            | Adversário Resultado                                 | Adversário Resultado                          | Adversário Resultado | Adversário Resultado | Posição     |
| -------------------------- | ---------- | ----------------------------------------------- | ---------------------------------------------------- | --------------------------------------------- | -------------------- | -------------------- | ----------- |
| Noah Browne                | Individual | Camiruaga (CHI) D 1–3 (11–8, 10–12, 3–11, 5–11) | Não avançou                                          | Não avançou                                   | Não avançou          | Não avançou          | Não avançou |
| Micah Franklin             | Individual | Aguilar (ESA) V 3–1 (6–11, 11–8, 11–8, 11–4)    | Salazar (MEX) D 0–3 (7–11, 7–11, 5–11)               | Não avançou                                   | Não avançou          | Não avançou          | Não avançou |
| Noah Browne Micah Franklin | Duplas     | —                                               | Camiruaga (CHI) Pinto (CHI) V 2–1 (9–11, 11–7, 11–2) | Hanson (USA) Harrity (USA) D 0–2 (6–11, 7–11) | Não avançou          | Não avançou          | Não avançou |

Equipe
| Atleta                                   | Evento | Fase de grupos       | Fase de grupos       | Fase de grupos | Oitavas-de-final     | Fase do 9-12º lugar  | Partida do 11º lugar  | Partida do 11º lugar |
| Atleta                                   | Evento | Adversário Resultado | Adversário Resultado | Posição        | Adversário Resultado | Adversário Resultado | Adversário Resultado  | Posição              |
| ---------------------------------------- | ------ | -------------------- | -------------------- | -------------- | -------------------- | -------------------- | --------------------- | -------------------- |
| Noah Browne Micah Franklin Nicholas Kyme | Equipe | BRA Brasil D 0–3     | COL Colômbia D 0–3   | 3º Q           | ARG Argentina D 0–2  | CHI Chile D 1–2      | ESA El Salvador D 1–2 | 12º                  |

## Triatlo
Bermuda classificou uma triatleta feminina. Originalmente, Flora Duffy e Tyler Smith qualificaram, mas ambas desistiram do torneio.
Feminino
| Atleta       | Evento     | Natação (1.5 km) | Trans 1 | Ciclismo (40 km) | Trans 2 | Corrida (8.88 km) | Total   | Posição |
| ------------ | ---------- | ---------------- | ------- | ---------------- | ------- | ----------------- | ------- | ------- |
| Erica Hawley | Individual | 21:37            | 1:03    | 1:21:30          | 0:28    | 40:38             | 2:15:44 | 21º     |

## Vela
Bermudas qualificou um barco na classe Nacra 17 e recebeu uma vaga de universalidade na classe laser.
| Atleta                            | Evento   | Regata | Regata | Regata | Regata | Regata | Regata | Regata | Regata | Regata | Regata | Regata | Regata | Regata         | Pontos | Posição |
| Atleta                            | Evento   | 1      | 2      | 3      | 4      | 5      | 6      | 7      | 8      | 9      | 10     | 11     | 12     | M              | Pontos | Posição |
| --------------------------------- | -------- | ------ | ------ | ------ | ------ | ------ | ------ | ------ | ------ | ------ | ------ | ------ | ------ | -------------- | ------ | ------- |
| Malcolm Benn Smith                | Laser    | 15     | 19     | 14     | 15     | 17     | 11     | 16     | 19     | 14     | 18     | —      | —      | Não qualificou | 139    | 17ª     |
| Michael Wollmann Cecilia Wollmann | Nacra 17 | 7      | 9      | 8      | 7      | 6      | 5      | 6      | 7      | 7      | 6      | 8      | 5      | Não qualificou | 72     | 8ª      |